# 太古洋行大楼 (汉口)
太古洋行大楼 (汉口)是英资太古洋行（Butterfield ＆ Swire Co）在中国汉口建造的分行大楼。该楼建于1918年以后，位于汉口英租界江滩，两侧分别是横滨正金银行大楼和花旗银行大楼。该楼地面4层，砖木结构，建筑风格为古典式，外墙大面积使用麻石，部分采用红砖清水墙，形成鲜明对比。后来为武汉航道工程局使用。该楼被列为武汉优秀历史建筑。

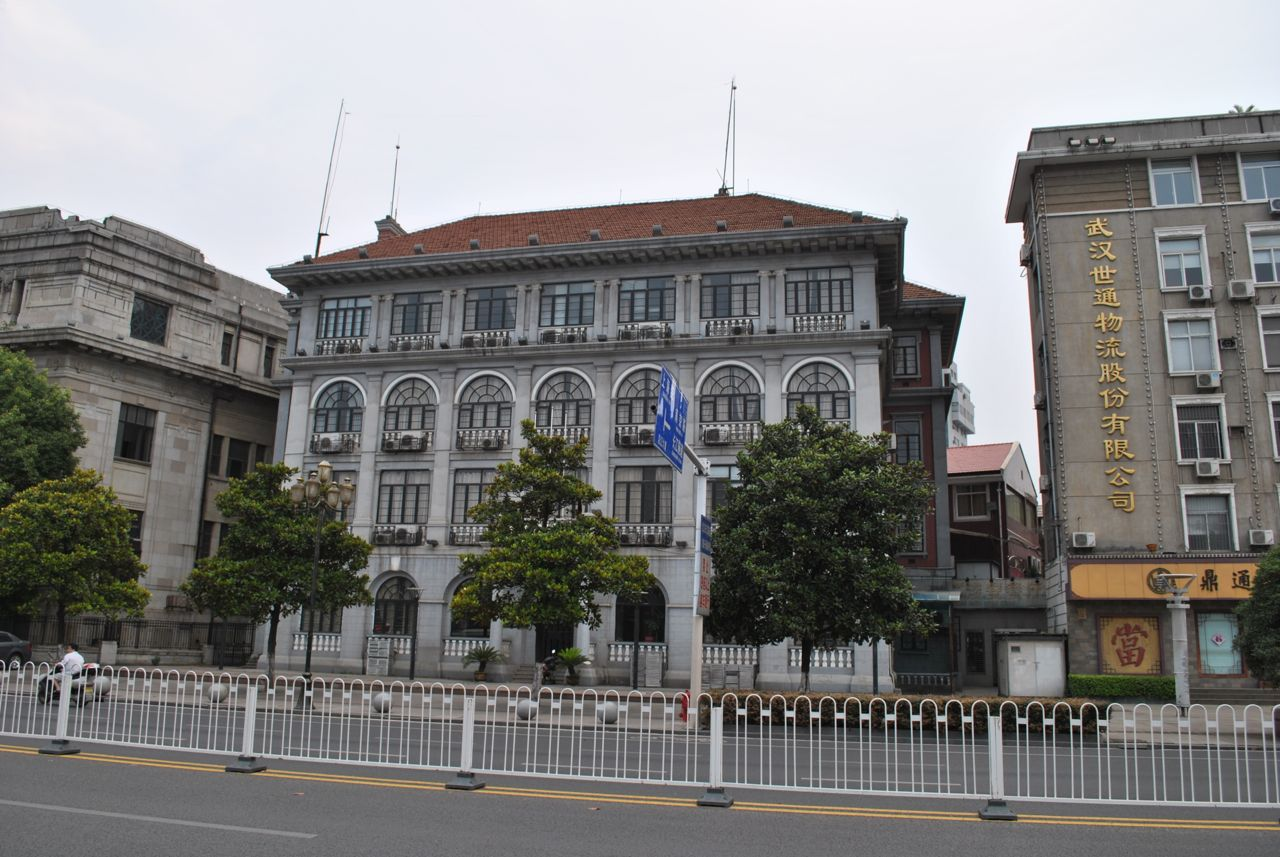